# Diezer College
Het Diezer College was een Nederlandse middelbare school voor praktijkonderwijs en vmbo in Zwolle, die plaats bood aan ongeveer 700 scholieren.

## Geschiedenis
Het Diezer College was een samenvoeging van de vmbo-afdelingen van de Thorbecke Scholengemeenschap en de Van der Capellen Scholengemeenschap locatie Russenweg, in combinatie met de praktijkschool Het Kwartiers.
Het Diezer College werd, samen met Het Kwartiers, in 2009 onderdeel van de Thorbecke Scholengemeenschap en gaat daarom ook verder onder deze naam.
In 2010 werd het Diezer College officieel samengevoegd naar het Thorbecke Scholengemeenschap waardoor de school officieel opgeheven werd.

## Locatie
Het Diezer College werd gestart op de oude locatie van Het Kwartiers en op een van de locaties van Van der Capellen Scholengemeenschap, locatie De Russenweg.
AOC De Groene Welle · Carolus Clusius College · De Boog · Greijdanus · Gymnasium Celeanum · JenaXL · Luzac Lyceum Zwolle · Meander College · TalentStad · Thomas a Kempis College · Thorbecke Scholengemeenschap · Van der Capellen Scholengemeenschap

Voormalig: Diezer College · Het Kwartiers